# Apometagea masneri
Apometagea masneri är en glansstekel som beskrevs 2002 av John M. Heraty. Arten är typart för släktet Apometagea inom familjen Eucharitidae. Typen härstammar från New South Wales i Australien. Inga underarter finns listade i Catalogue of Life.